# Manganári (Íos)
Manganári, en grec moderne : Μαγγανάρι, est un village sur l'île d'Íos, dans les Cyclades, en Grèce.
Selon le recensement de 2011, la population du village compte 29 habitants.